# Thrixspermum pusillum
Thrixspermum pusillum là một loài thực vật có hoa trong họ Lan. Loài này được (Guillaumin) Garay miêu tả khoa học đầu tiên năm 1972.